# 波克斯多夫
波克斯多夫是德国图林根州的一个市镇。总面积4.07平方公里，总人口107人，其中男性56人，女性51人（2011年12月31日），人口密度26人/平方公里。